# Desa Kelukengnuking
Desa Kelukengnuking är en administrativ by i Indonesien.   Den ligger i provinsen Nusa Tenggara Timur, i den sydöstra delen av landet, 1 800 km öster om huvudstaden Jakarta. Desa Kelukengnuking ligger på ön Pulau Adonara.